# Walter Robertson

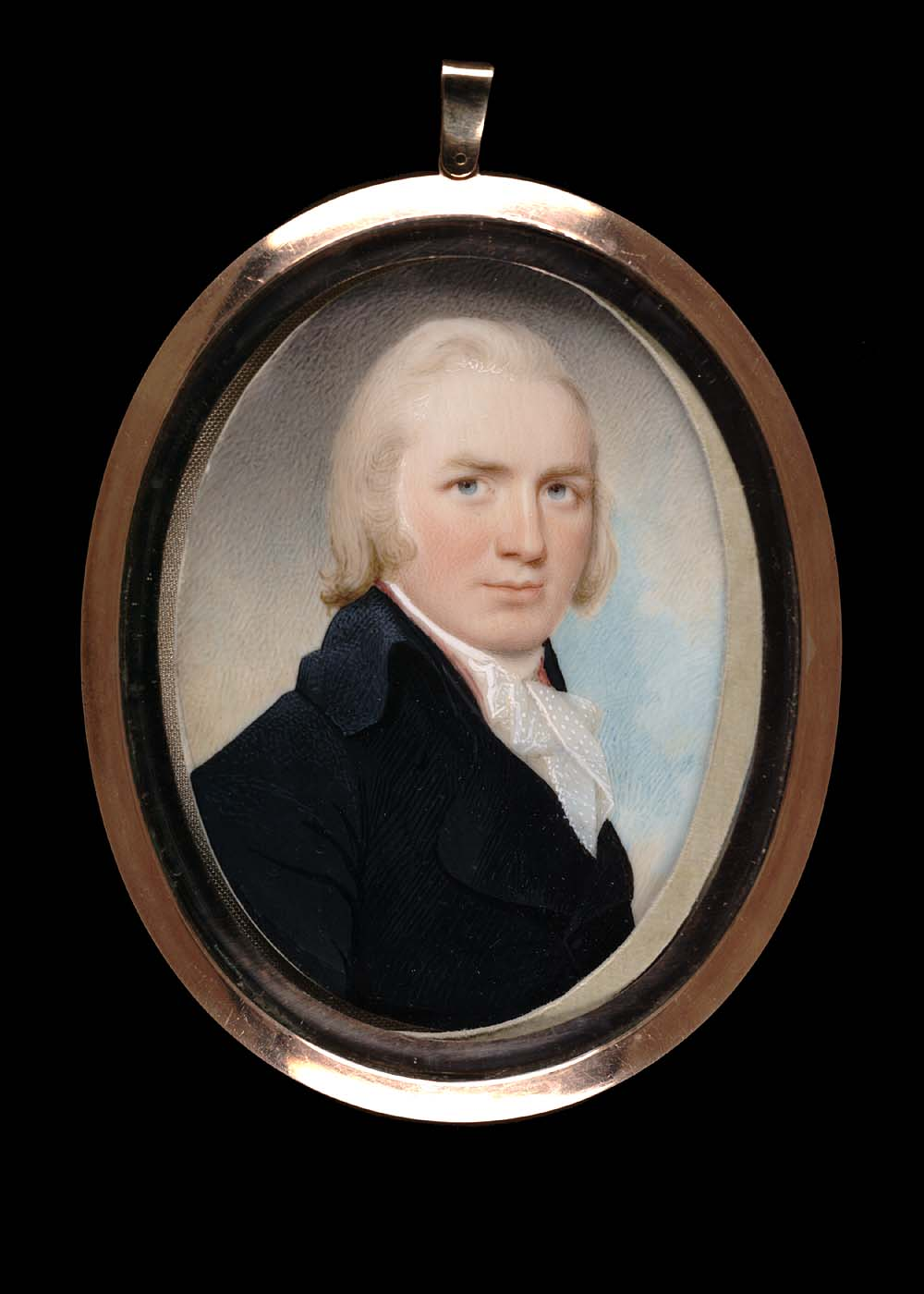
Walter Robertson: Portrait of a Gentleman (1796). Smithsonian American Art Museum

Walter Robertson (* um 1750 in Dublin, Irland; † 1801 oder 1802 in Fatehpur, Indien) war ein irischstämmiger Miniaturmaler, der unter dem Namen „Irish Robertson“ bekannt war. Er war in Dublin, London, Philadelphia und zuletzt in Indien tätig.

## Leben
Walter Robertson, Sohn eines Goldschmieds, besuchte ab 1765 die Dublin Society Schools und begann 1768 seine Karriere als Miniaturmaler. Von 1769 bis 1775 und erneut 1777 stellte er in der Society of Artists in Dublin aus und galt als der führende Miniaturmaler der Stadt. Um 1784 ging er nach London, wo er die nächsten Jahre praktizierte. Er stellte jedoch weder in der Royal Academy noch anderswo aus und über ihn ist aus dieser Zeit nichts bekannt. Nach seiner Rückkehr nach Dublin wurde er 1792 für bankrott erklärt und sein Vermögen versteigert. Dieses bestand aus drei Häusern in der Great Britain Street, zwei an der Ecke Cavendish Row und Great Britain Street, drei weiteren in der Cavendish Row gegenüber den Gardens sowie einigen in North Strand. Die meisten dieser Häuser hatte er selbst gebaut. Die Versteigerung fand im Exchange Coffee House in Crampton Court statt. In London hatte er Freundschaft mit dem amerikanischen Künstler Gilbert Stuart geschlossen und 1793 reisten beide in die USA.
Walter Robertson ließ sich in Philadelphia nieder, wo er 1794 ein Miniaturporträt von George Washington malte. Dieses Porträt wurde vielfach als Stich verbreitet. Ebenfalls entstanden Porträts von Martha Washington und weiteren Persönlichkeiten der amerikanischen Politik. Um ihn von anderen Miniaturmalern namens Robertson zu unterscheiden, wurde er als „Irish Robertson“ bezeichnet. 1795 verließ er die USA in Richtung Indien. Er verstarb zwischen 1801 und 1802 in Fatehpur.

## Werk

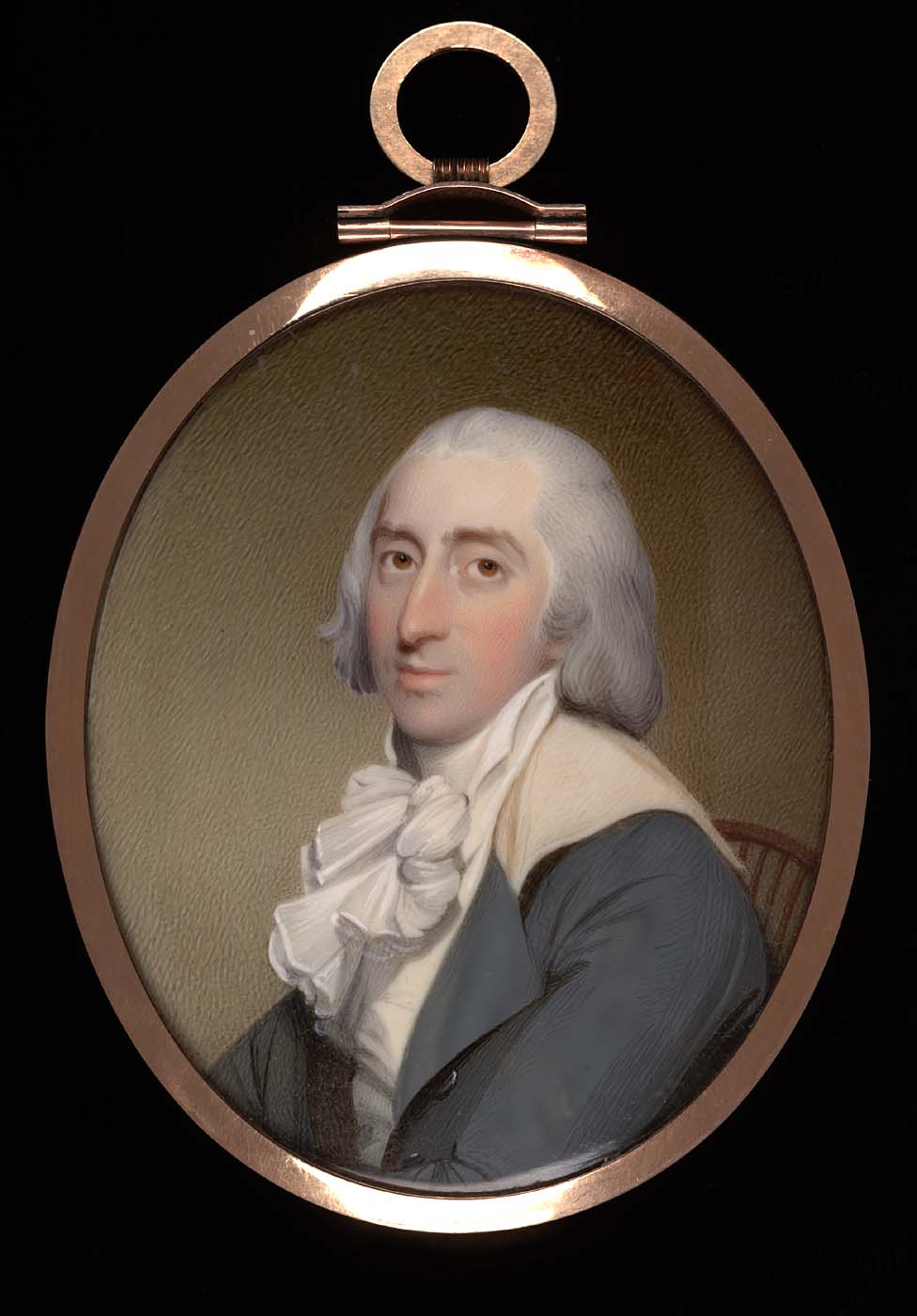
Walter Robertson: Lawrence Reid Yates (1794). Smithsonian American Art Museum

Walter Robertson verwendete die Technik der Aquarell-Miniatur auf Elfenbein und malte hauptsächlich Porträts. Zeugnisse seiner frühen Spezialisierung sind Ausstellungen mit Themen wie „Designs in Hair“ und „Likenesses in Hair“. Seine Arbeiten zeichnen sich durch feines Hatching (Schraffur), Cross-Hatching (Kreuzschraffur), sorgfältige Modellierung und Transparenz des Teints aus. Typisch sind detailreiche Frisuren, gepudertes Haar und elegante Rüschen – ein stilistisches Element, das Aimee Marcereau DeGalan und Henry Wehle in frühen Werken beobachteten („elegant artificiality of starched frills and powdered hair“, „network of very fine hatching and cross-hatching“).
Während seiner Zeit in den USA von circa 1793 bis 1795 malte er Miniaturen von George und Martha Washington sowie Kopien von Ölporträts seines Freundes Gilbert Stuart. Obwohl letztere häufig erwähnt wurden, sind bislang keine als authentisch gesicherten Kopien aufgetaucht. Seine US-Miniaturen gelten heute als selten. Sie sind stilistisch klar und prägnant, aber dennoch von seiner europäischen Phase zu unterscheiden. Auch wenn viele Arbeiten nicht signiert wurden, blieb sein persönlicher Stil nach seiner Abreise in die USA erkennbar.